# Tommaso Sala
Tommaso Sala (* 6. September 1995 in Mailand) ist ein italienischer Skirennläufer. Er ist auf die technischen Disziplinen Slalom und Riesenslalom spezialisiert. 2016 wurde er Italienischer Meister im Slalom.

## Biografie
Der gebürtige Mailänder Tommaso Sala lebt in Casatenovo in der Provinz Lecco und startet für die Gruppo Sportivo Fiamme Oro, den Sportverband der Polizia di Stato. Im Alter von 15 Jahren bestritt er in Italien seine ersten FIS-Rennen. Im Februar 2013 nahm er am Europäischen Olympischen Winter-Jugendfestival in Brașov teil und belegte die Ränge vier und sieben in Slalom und Riesenslalom. Sein Europacup-Debüt gab er im November 2013 beim Riesenslalom von Trysil, den ersten Podestplatz in dieser Rennserie erzielte er im März 2016 im Slalom von La Molina. Bei drei Juniorenweltmeisterschaften erreichte er einen vierten Rang im Slalom von Sotschi 2016 sowie achte Ränge im Slalom von Jasná 2014 und im Riesenslalom von Hafjell 2015 als beste Ergebnisse.
Am 13. Dezember 2015 hatte Sala im Slalom von Val-d’Isère sein Weltcup-Debüt. Nach vier weiteren Einsätzen krönte er sich am Ende der Saison erstmals zum italienischen Meister in seiner Paradedisziplin und schlug dabei unter anderem Manfred Mölgg. Der erste Gewinn von Weltcuppunkten gelang ihm im Dezember 2016 erneut in Val-d’Isère, wo er den starken 13. Platz belegte. In der Saison 2016/17 schaffte er vier weitere Platzierungen in den Punkterängen, darunter Platz 15 im Slalom von Kitzbühel. Enttäuschend verlief hingegen die Saison 2017/18, als er nur ein Weltcuprennen in den Punkterängen beenden konnte. Einen Rückschlag erlitt er im September 2018 im Trainingslager in Ushuaia: Dort zog er sich zwei Sprungbeinfrakturen zu, die operiert werden mussten. Dadurch verpasste er die gesamte Saison.
Nach seinem Comeback im Winter 2019/20 gewann Sala zwei Slaloms im Europacup. Hingegen konnte er sich in dieser und in der darauf folgenden Saison bei Weltcuprennen nur gelegentlich in den Punkterängen klassieren. Eine deutliche Steigerung gelang ihm in der Saison 2021/22. Zweimal fuhr er in Weltcupslaloms unter die besten zehn, bestes Ergebnis war Platz 6 am 20. Januar 2022 in Adelboden. Bei den Olympischen Winterspielen 2022 in Peking fuhr er im Slalom auf den elften Platz. In der Saison 2022/23 konnte sich Sala nochmals verbessern und erzielte drei Top-10-Ergebnisse.

## Erfolge

### Olympische Spiele
- Peking 2022: 11. Slalom

### Weltmeisterschaften
- Weltmeisterschaften 2023: 23. Slalom

### Weltcup
- 9 Platzierungen unter den besten zehn

### Weltcupwertungen
| Saison  | Gesamt | Gesamt | Slalom | Slalom |
| Saison  | Platz  | Punkte | Platz  | Punkte |
| ------- | ------ | ------ | ------ | ------ |
| 2016/17 | 91.    | 58     | 32.    | 58     |
| 2017/18 | 145.   | 9      | 51.    | 9      |
| 2019/20 | 118.   | 27     | 45.    | 27     |
| 2020/21 | 129.   | 14     | 43.    | 14     |
| 2021/22 | 43.    | 206    | 14.    | 206    |
| 2022/23 | 37.    | 214    | 12.    | 214    |
| 2023/24 | 52.    | 158    | 17.    | 158    |

### Europacup
- Saison 2015/16: 7. Slalomwertung
- Saison 2016/17: 8. Slalomwertung
- Saison 2017/18: 4. Slalomwertung
- Saison 2019/20: 10. Gesamtwertung, 7. Slalomwertung
- 8 Podestplätze, davon 2 Siege:

| Datum             | Ort        | Land     | Disziplin |
| ----------------- | ---------- | -------- | --------- |
| 30. November 2019 | Funäsdalen | Schweden | Slalom    |
| 16. Dezember 2019 | Fassatal   | Italien  | Slalom    |

### Juniorenweltmeisterschaften
- Jasná 2014: 8. Slalom, 21. Riesenslalom, 22. Super-Kombination, 47. Super-G
- Hafjell 2015: 8. Riesenslalom, 35. Slalom
- Sotschi 2016: 4. Slalom

### Weitere Erfolge
- Italienischer Meister im Slalom 2016
- 2 italienische Jugendmeistertitel im Riesenslalom 2012 und 2013
- 6 Siege in FIS-Rennen